# Tat'jana Šlykova
Tat'jana Vasil'evna Šlykova, in russo Татьяна Васильевна Шлыкова-Гранатова?; trasl. angl.: Tatyana Vasilyevna Shlykova, nota anche con lo pseudonimo di Granatova (Moscova, 1773 – San Pietroburgo, 25 gennaio (6 febbraio) 1863), è stata un soprano, ballerina e attrice teatrale russa.

## Biografia
Era la figlia di Vasilij Šlykov ed Elena Šlykova, servi del conte Pëtr Borisovič Šeremetev. Fu educata alle manieri, alla recitazione, al francese, all'italiano, in musica, canto e ballo, per far parte del famoso teatro dei servi di Sheremetev, dove fu scritturata come prima ballerina nel 1780. Fu allieve di Charles Le Picq. Ella interpretò diversi ruoli in balleti, comici, come Annette et Lubin di Jean-François Marmontel (Annette) e dramatici come Medea e Giasone di Jean-Joseph Rodolphe (Creusa). Cantò anche il ruolo di Clarissa ne Il duello comico di Giovanni Paisiello e come giovane sannita in Les mariages samnites di André Grétry. Nel 1800, Sheremetev licenziò la compagnia. La Shlykova era diventata celebre, fino ad essere notata da Caterina la Grande. Fu liberata dalla servitù nel 1803, ma rimase prossima della famiglia di Nikolaj Petrovič Šeremetev e Praskov'ja Ivanovna Kovaleva, per l'educazione del loro figlio Dimitri.